# Phyllosticta eugeniae
Phyllosticta eugeniae är en svampart som beskrevs av C.C. Chen 1967. Phyllosticta eugeniae ingår i släktet Phyllosticta och familjen Botryosphaeriaceae.   Inga underarter finns listade i Catalogue of Life.